# Rivalité entre l'Équateur et le Pérou en football
Les confrontations Équateur – Pérou en football regroupent toutes les rencontres de football opposant les équipes nationales de l'Équateur et du Pérou.
Rivalité de basse intensité au Pérou, si on la compare avec celle l'opposant au Chili, celle-ci est allée crescendo à partir de la fin des années 1990 grâce aux bons résultats enregistrés par l'Équateur où ce match est considéré comme un classique.

## Histoire
L'origine de cette rivalité est ancienne, elle est liée aux conflits frontaliers entre les deux pays, situation qui a atteint son paroxysme durant la Guerre péruano-équatorienne de 1941.
Le 11 août 1938 a lieu la première rencontre officielle entre les deux équipes, lors des Jeux bolivariens de 1938, où les Péruviens écrasent leurs homologues équatoriens neuf buts à un, match qui constitue à la fois la victoire la plus large des premiers et la défaite la plus sévère des derniers au cours de leur histoire.
L'Équateur doit attendre le 22 juin 1975 pour s'imposer pour la première fois sur ses voisins (6-0). Deux ans plus tard, les deux équipes se retrouvent dans le cadre des éliminatoires de la Coupe du monde 1978, mais le Pérou se montre trop fort pour l'Équateur (1-1 à Quito et 4-0 à Lima). Cependant, le bilan global des confrontations en qualifications pour la Coupe du monde est plutôt favorable aux Équatoriens (six victoires contre cinq pour les Incas). Cela s'explique par les performances de l'Équateur en particulier lors des éliminatoires de 2002 et 2010 (victoires tant à domicile qu'à l'extérieur). Les oppositions en Copa América, en revanche, restent très largement en faveur du Pérou (huit victoires contre une seule pour ses voisins).

## Liste des confrontations

### Matchs
Le tableau suivant liste les confrontations officielles et amicales entre les deux sélections.
|    | Date              | Lieu            | Match            | Score | Compétition                                             |
| -- | ----------------- | --------------- | ---------------- | ----- | ------------------------------------------------------- |
| 1  | 11 août 1938      | Bogota          | Pérou - Équateur | 9-1   | Jeux bolivariens 1938                                   |
| 2  | 15 janvier 1939   | Lima            | Pérou - Équateur | 5-2   | Champ. sud-américain 1939                               |
| 3  | 23 février 1941   | Santiago        | Pérou - Équateur | 4-0   | Champ. sud-américain 1941                               |
| 4  | 28 janvier 1942   | Montevideo      | Pérou - Équateur | 2-1   | Champ. sud-américain 1942                               |
| 5  | 20 décembre 1947  | Guayaquil       | Équateur - Pérou | 0-0   | Champ. sud-américain 1947                               |
| 6  | 20 avril 1949     | Rio de Janeiro  | Pérou - Équateur | 4-0   | Champ. sud-américain 1949                               |
| 7  | 28 février 1953   | Lima            | Pérou - Équateur | 1-0   | Champ. sud-américain 1953                               |
| 8  | 13 mars 1955      | Santiago        | Pérou - Équateur | 4-2   | Champ. sud-américain 1955                               |
| 9  | 10 mars 1957      | Lima            | Pérou - Équateur | 2-1   | Champ. sud-américain 1957                               |
| 10 | 17 mars 1963      | La Paz          | Pérou - Équateur | 2-1   | Champ. sud-américain 1963                               |
| 11 | 22 juin 1975      | Quito           | Équateur - Pérou | 6-0   | Match amical                                            |
| 12 | 25 juin 1975      | Guayaquil       | Équateur - Pérou | 1-0   | Match amical                                            |
| 13 | 1er juillet 1975  | Lima            | Pérou - Équateur | 1-0   | Match amical                                            |
| 14 | 20 février 1977   | Quito           | Équateur - Pérou | 1-1   | Qualif. Coupe du monde 1978 (zone AmSud - gr. 3)        |
| 15 | 12 mars 1977      | Lima            | Pérou - Équateur | 4-0   | Qualif. Coupe du monde 1978 (zone AmSud - gr. 3)        |
| 16 | 11 juillet 1979   | Lima            | Pérou - Équateur | 2-1   | Match amical                                            |
| 17 | 8 août 1979       | Quito           | Équateur - Pérou | 2-1   | Match amical                                            |
| 18 | 21 mars 1985      | Lima            | Pérou - Équateur | 1-0   | Match amical                                            |
| 19 | 4 juillet 1987    | Buenos Aires    | Équateur - Pérou | 1-1   | Copa América 1987 (gr. A)                               |
| 20 | 20 juin 1989      | Port-d'Espagne  | Pérou - Équateur | 2-1   | Match amical                                            |
| 21 | 6 juin 1991       | Lima            | Pérou - Équateur | 0-1   | Match amical                                            |
| 22 | 25 juin 1991      | Guayaquil       | Équateur - Pérou | 2-2   | Match amical                                            |
| 23 | 24 novembre 1992  | Lima            | Pérou - Équateur | 1-1   | Match amical                                            |
| 24 | 30 mai 1993       | Quito           | Équateur - Pérou | 1-0   | Match amical                                            |
| 25 | 17 août 1994      | Lima            | Pérou - Équateur | 2-0   | Match amical                                            |
| 26 | 21 septembre 1994 | Machala         | Équateur - Pérou | 0-0   | Match amical                                            |
| 27 | 13 juillet 1995   | Rivera          | Équateur - Pérou | 2-1   | Copa América 1995 (gr. B)                               |
| 28 | 24 avril 1996     | Guayaquil       | Équateur - Pérou | 4-1   | Qualif. Coupe du monde 1998 (zone AmSud - poule unique) |
| 29 | 2 avril 1997      | Lima            | Pérou - Équateur | 1-1   | Qualif. Coupe du monde 1998 (zone AmSud - poule unique) |
| 30 | 10 février 1999   | Lima            | Pérou - Équateur | 1-2   | Match amical                                            |
| 31 | 17 février 1999   | Guayaquil       | Équateur - Pérou | 1-2   | Match amical                                            |
| 32 | 29 juin 2000      | Quito           | Équateur - Pérou | 2-1   | Qualif. Coupe du monde 2002 (zone AmSud - poule unique) |
| 33 | 2 juin 2001       | Lima            | Pérou - Équateur | 1-2   | Qualif. Coupe du monde 2002 (zone AmSud - poule unique) |
| 34 | 11 juin 2003      | East Rutherford | Équateur - Pérou | 2-2   | Match amical                                            |
| 35 | 19 novembre 2003  | Quito           | Équateur - Pérou | 0-0   | Qualif. Coupe du monde 2006 (zone AmSud - poule unique) |
| 36 | 30 mars 2005      | Lima            | Pérou - Équateur | 2-2   | Qualif. Coupe du monde 2006 (zone AmSud - poule unique) |
| 37 | 6 septembre 2006  | East Rutherford | Équateur - Pérou | 1-1   | Match amical                                            |
| 38 | 3 juin 2007       | Madrid          | Équateur - Pérou | 1-2   | Match amical                                            |
| 39 | 6 juin 2007       | Barcelone       | Équateur - Pérou | 2-0   | Match amical                                            |
| 40 | 21 novembre 2007  | Quito           | Équateur - Pérou | 5-1   | Qualif. Coupe du monde 2010 (zone AmSud - poule unique) |
| 41 | 7 juin 2009       | Lima            | Pérou - Équateur | 1-2   | Qualif. Coupe du monde 2010 (zone AmSud - poule unique) |
| 42 | 29 mars 2011      | La Haye         | Équateur - Pérou | 0-0   | Match amical                                            |
| 43 | 15 novembre 2011  | Quito           | Équateur - Pérou | 2-0   | Qualif. Coupe du monde 2014 (zone AmSud - poule unique) |
| 44 | 7 juin 2013       | Lima            | Pérou - Équateur | 1-0   | Qualif. Coupe du monde 2014 (zone AmSud - poule unique) |
| 45 | 8 juin 2016       | Glendale        | Équateur - Pérou | 2-2   | Copa América Centenario (gr. B)                         |
| 46 | 6 septembre 2016  | Lima            | Pérou - Équateur | 2-1   | Qualif. Coupe du monde 2018 (zone AmSud - poule unique) |
| 47 | 5 septembre 2017  | Quito           | Équateur - Pérou | 1-2   | Qualif. Coupe du monde 2018 (zone AmSud - poule unique) |
| 48 | 15 novembre 2018  | Lima            | Pérou - Équateur | 0-2   | Match amical                                            |
| 49 | 5 septembre 2019  | New Jersey      | Pérou - Équateur | 0-1   | Match amical                                            |
| 50 | 8 juin 2021       | Quito           | Équateur - Pérou | 1-2   | Qualif. Coupe du monde 2022 (zone AmSud - poule unique) |
| 51 | 23 juin 2021      | Goiânia         | Équateur - Pérou | 2-2   | Copa América 2021 (gr. B)                               |
| 52 | 1er février 2022  | Lima            | Pérou - Équateur | 1-1   | Qualif. Coupe du monde 2022 (zone AmSud - poule unique) |
| 53 | 10 Septembre 2024 | Quito           | Équateur - Pérou | 1-0   | QUALIF. COUPE DU MONDE AMÉ. SUD                         |
| 54 | 10 Juin 2025      | Lima            | Pérou - Équateur | 0-0   | QUALIF. COUPE DU MONDE AMÉ. SUD                         |

### Bilan
- Total de matchs disputés : 54
- Victoires de l'Équateur : 17
- Victoires du Pérou : 21
- Matchs nuls : 16
- Total de buts marqués par l'Équateur : 69
- Total de buts marqués par le Pérou : 80

## Statistiques individuelles
| Côté équatorien : - Eduardo Hurtado (5 buts) Côté péruvien : - Jorge Alcalde (6 buts) |  | Côté équatorien : - Iván Hurtado (14 matchs) Côté péruvien : - Roberto Palacios (14 matchs) |